# Ambicodamus
Genre
Ambicodamus est un genre d'araignées aranéomorphes de la famille des Nicodamidae.

## Distribution
Les espèces de ce genre sont endémiques d'Australie.

## Liste des espèces
Selon World Spider Catalog (version 17.5, 19/09/2016) :
- Ambicodamus audax Harvey, 1995
- Ambicodamus crinitus (L. Koch, 1872)
- Ambicodamus dale Harvey, 1995
- Ambicodamus darlingtoni Harvey, 1995
- Ambicodamus emu Harvey, 1995
- Ambicodamus kochi Harvey, 1995
- Ambicodamus leei Harvey, 1995
- Ambicodamus marae Harvey, 1995
- Ambicodamus sororius Harvey, 1995
- Ambicodamus southwelli Harvey, 1995
- Ambicodamus urbanus Harvey, 1995

## Publication originale
- Harvey, 1995 : The systematics of the spider family Nicodamidae (Araneae: Amaurobioidea). Invertebrate Taxonomy, vol. 9, no 2, p. 279-386.